# 湖涌站
湖涌站是佛山地铁2号线的一个车站，位于中国广东省佛山市禅城区季华西路以北、澳边涌以南的地底。车站于2021年12月28日随佛山地铁2号线一期开通而启用。
本站北侧即为湖涌停车场，上盖建有配套的湖涌TOD项目。

## 车站结构

### 车站楼层
本站共有二层，地面为车站各出入口，周边为季华西路、湖涌停车场；地下一层为站厅；地下二層為2號綫站台。
| 地下一层 | 站厅     | 售票機、客服中心、商店、警务室、安检设施 |  |  |
| 地下二层 | 2 站台   | █2号线 南庄方向 （下站：南庄）           |  |  |
|          | 岛式站台 |                                          |  |  |
|          | 1 站台   | █2号线 广州南站方向 （下站：绿岛湖）     |  |  |

### 站台
本站设有一个岛式站台，位于季华西路以北、澳边涌以南的地底。本站卫生间设于站台往广州南站方向的一端。

### 出入口
本站设有4个出入口供乘客进出，其中A2与A3未在开通初期启用，并最终于2023年3月1日启用。
|                                           |                                                       |          |                                                                                    |
| 編號                                      | 无障碍设施                                            | 出口指示 | 建議前往的目的地                                                                   |
| A1                                        | 扶手电梯标志                                          | 季华西路 | 保利中交大都汇、紫南路口站（南行）、紫南路口站A（北行）、紫南路口站B（北行）       |
| A2                                        | 扶手电梯标志                                          | 季华西路 | 紫南路口站（南行）、紫南路口站B（北行）                                            |
| A3                                        | 盲道标志 · 无障碍通道标志                             | 季华西路 | 中国陶瓷总部基地站（西行、东行）                                                   |
| B                                         | 盲道标志 · 无障碍通道标志 · 升降机标志 · 扶手电梯标志 | 季华西路 | 万科金域时光、中国陶瓷总部基地站（西行、东行）、一环季华西路口（环球车城）（西行） |
| 註： 設有 \| 設有 \| 設有 \| 設有扶手電梯 |                                                       |          |                                                                                    |

## 接驳交通
本站附近设有中国陶瓷总部基地公交站。
| 公交 \| 编号 \| 编号 \| 线路 \| 线路 \| 线路 \| 收费 \| 备注 \| \| ------ \| ----------------- \| ---------------------- \| ---------------------- \| ---------------------- \| ---------------------- \| ---------------------- \| \| \| 133 \| 万科城 \| ⇆ \| 岭南大道公交枢纽站 \| 2元 \| \| \| \| 178C \| 已于2023年10月28日停办 \| 已于2023年10月28日停办 \| 已于2023年10月28日停办 \| 已于2023年10月28日停办 \| 已于2023年10月28日停办 \| \| \| 183 \| 佛山火车站 \| ⇆ \| 禅港西路总站 \| 2元 \| \| \| \| G13 \| 顺联公园里 \| 全程 ⇆ \| 紫南商贸城 \| 2元 \| 原 168 \| \| 短线 ⇆ \| G13 \| 顺联公园里 \| 季华园 \| \| 2元 \| 原 168 \| \| \| K2 \| 惠云园公交首末站 \| ⇆ \| 西樵车站 \| 3元 \| \| \| \| 南庄地铁接驳3号线 \| 已于2022年8月1日停办 \| 已于2022年8月1日停办 \| 已于2022年8月1日停办 \| 已于2022年8月1日停办 \| 已于2022年8月1日停办 \| \| \| 高峰1 \| 岭南大道公交枢纽站 \| ⇆ \| 华夏陶瓷博览城 \| 2元 \| 仅工作日服务 \| \| \| 高峰3 \| 已于2023年1月1日停办 \| 已于2023年1月1日停办 \| 已于2023年1月1日停办 \| 已于2023年1月1日停办 \| 已于2023年1月1日停办 \| |                   |                        |                        |                        |                        |                        |
| 编号 | 编号              | 线路                   | 线路                   | 线路                   | 收费                   | 备注                   |
| | 133               | 万科城                 | ⇆                      | 岭南大道公交枢纽站     | 2元                    |                        |
| | 178C              | 已于2023年10月28日停办 | 已于2023年10月28日停办 | 已于2023年10月28日停办 | 已于2023年10月28日停办 | 已于2023年10月28日停办 |
| | 183               | 佛山火车站             | ⇆                      | 禅港西路总站           | 2元                    |                        |
| | G13               | 顺联公园里             | 全程 ⇆                 | 紫南商贸城             | 2元                    | 原 168                 |
| 短线 ⇆ | G13               | 顺联公园里             | 季华园                 |                        | 2元                    | 原 168                 |
| | K2                | 惠云园公交首末站       | ⇆                      | 西樵车站               | 3元                    |                        |
| | 南庄地铁接驳3号线 | 已于2022年8月1日停办   | 已于2022年8月1日停办   | 已于2022年8月1日停办   | 已于2022年8月1日停办   | 已于2022年8月1日停办   |
| | 高峰1             | 岭南大道公交枢纽站     | ⇆                      | 华夏陶瓷博览城         | 2元                    | 仅工作日服务           |
| | 高峰3             | 已于2023年1月1日停办   | 已于2023年1月1日停办   | 已于2023年1月1日停办   | 已于2023年1月1日停办   | 已于2023年1月1日停办   |